# Ólafur Arnalds
Ólafur Arnalds, född 3 november 1986 i Mosfellsbær, är en isländsk musiker. Hans musik blandar piano och stråkmusik med elektronisk pop. Han har bakgrund som trumslagare i flera hårdrocksband. Utöver att vara verksam som soloartist ingår han i gruppen Kiasmos, där han gör minimalistisk techno tillsammans med Janus Rasmussen från elektropopgruppen Bloodgroup.
Ólafurs musik har använts i flera internationella filmer, bland annat The Hunger Games från 2012 och Mia madre från 2015. Han har även skrivit originalmusik för film och tilldelades 2015 Eddapriset för bästa musik för Life in a fishbowl. Han fick Bafta-priset för bästa TV-musik 2014 för TV-serien Broadchurch.

## Diskografi
- 2007: Eulogy for evolution
- 2008: Variations of static EP
- 2009: 65/Milo (med Janus Rasmussen, som "Kiasmos")
- 2009: Found songs EP
- 2009: Dyad 1909 (soundtrack)
- 2010: ...and they have escaped the weight of darkness
- 2011: Living room songs
- 2012: Stare EP (med Nils Frahm)
- 2012: Two songs for dance
- 2013: For now I am winter
- 2014: Kiasmos (med Janus Rasmussen, som "Kiasmos")
- 2015: The Chopin project (med Alice Sara Ott)
- 2018: Re:member
- 2020: some kind of peace